# 紀元前810年
紀元前810年（きげんぜん810ねん）は、西暦による年。

## 他の紀年法
- 干支 : 辛卯
- 中国
  - 周 - 宣王18年
  - 魯 - 懿公6年
  - 斉 - 文公6年
  - 晋 - 穆侯2年
  - 秦 - 荘公12年
  - 楚 - 熊徇12年
  - 宋 - 恵公21年
  - 衛 - 武公3年
  - 陳 - 釐公22年
  - 蔡 - 夷侯28年
  - 曹 - 戴伯16年
  - 燕 - 釐侯17年
- 朝鮮
  - 檀紀1524年
- ユダヤ暦 : 2951年 - 2952年
- アッシリア暦 : 3941年
- 人類紀元 : 9191年

## 死去
- 蔡の夷侯